# Rick Yancey
Richard Yancey, detto Rick (Miami, 4 novembre 1962) è uno scrittore statunitense noto per i suoi romanzi fantasy e fantascientifici rivolti a un pubblico di giovani adulti.

## Biografia
Nato a Miami, ha frequentato la Yale University, conseguendo la laurea in Inglese. Mentre insegna inglese part time e si diletta in teatro, ottiene un posto di lavoro come finanziere presso l'Internal Revenue Service per dieci anni, lasciando il posto di lavoro nel 2004, dopo aver ottenuto critiche positive con la sua prima opera Confessions of a Tax Collector. Si dedica dunque attivamente alla carriera di scrittore, come desiderava fin da bambino, diventando un finalista del premio Carnegie Medal grazie al romanzo Le straordinarie avventure di Alfred Kropp recensito positivamente dal Publishers Weekly.
Nel 2010 la sua opera The Monstrumologist riceve il Michael L. Printz Award. Ottiene fama mondiale grazie al romanzo La quinta onda (The 5th Wave), dal quale nel 2016 verrà tratto un film omonimo.
Vive in Florida con i suoi tre figli e la moglie.

## Opere

### Trilogia di Alfred Kropp
1. Le straordinarie avventure di Alfred Kropp (The Extraordinary Adventures of Alfred Kropp, 2005), Fabbri Editori 2006
2. Alfred Kropp - Il sigillo di Salomone (Alfred Kropp: The Seal of Solomon, 2007), Fabbri Editore 2007
3. Alfred Kropp: The Thirteenth Skull, 2008 (inedito in italiano)

### SerieThe Higly Effective Detective
(inedita in italiano)
1. The Highly Effective Detective (2006)
2. The Highly Effective Detective Goes to the Dogs (2008)
3. The Highly Effective Detective Plays the Fool (2010)
4. The Highly Effective Detective Crosses the Line (2011)

### SerieMonstrumologist
(inedita in italiano)
1. The Monstrumologist (2009)
2. The Curse of the Wendigo (2010)
3. The Isle of Blood (2011)
4. The Final Descent (2013)

### Trilogia dellaQuinta Onda
1. La quinta onda (The 5th Wave, 2013), Mondadori 2014
2. Il mare infinito (The Infinite Sea, 2014), Mondadori 2016
3. L'ultima stella (The Last Star, 2016), Mondadori 2016

### Romanzi singoli
(inediti in italiano)
- A Burning in Homeland (2003)
- Confessions of a Tax Collector (2004)

## Trasportazioni cinematografiche
Dal libro La quinta onda è stato prodotto l'omonimo film, diretto da J. Balkeson e con Chloë Grace Moretz nel ruolo di Cassie, distribuito nelle sale statunitensi il 15 gennaio 2016 e in quelle italiane il 4 febbraio successivo.